# Kosovo i olympiska spelen
Kosovo gjorde debut som nation i Olympiska sommarspelen 2016. Dess medlemmar är organiserade av Kosovos olympiska kommitté, bildad 1992 och erkänd år 2014 av Internationella olympiska kommittén.

## Medaljer
| Guld | Silver | Brons | Totalt antal medaljer |
| ---- | ------ | ----- | --------------------- |
| 3    | 1      | 1     | 5                     |

### Medaljer efter sommarspel
| Spel                | Guld | Silver | Brons | Totalt |
| Rio de Janeiro 2016 | 1    | 0      | 0     | 1      |
| Tokyo 2020          | 2    | 0      | 0     | 2      |
| Paris 2024          | 0    | 1      | 1     | 2      |

### Medaljer efter sporter
| Sport | Guld | Silver | Brons | Totalt |
| Judo  | 3    | 1      | 1     | 5      |

## Medaljörer
| Medalj | Namn              | Sport | Gren            |
| ------ | ----------------- | ----- | --------------- |
| Guld   | Majlinda Kelmendi | Judo  | Damernas -52 kg |
| Guld   | Distria Krasniqi  | Judo  | Damernas -48 kg |
| Guld   | Nora Gjakova      | Judo  | Damernas -57 kg |
| Silver | Distria Krasniqi  | Judo  | Damernas -52 kg |
| Brons  | Laura Fazliu      | Judo  | Damernas -63 kg |